# Mary Bateman
Mary Bateman (de soltera, Harker, 1768 – 20 de marzo de 1809) fue una criminal y presunta bruja inglesa, conocida como la Bruja de Yorkshire, que fue juzgada y ejecutada por asesinato a principios del siglo XIX.

## Biografía
La mayor parte de los detalles de la vida de Mary Bateman se conocen a través de The Extraordinary Life and Character of Mary Bateman, una publicación realizada poco después de su juicio y muerte. Bateman nació en Asenby, en el norte de Yorkshire, en 1768. Su padre era agricultor. Aprendió a leer y escribir y desde los trece años, trabajó como sirvienta en Thirsk, North Riding of Yorkshire.
Con 20 años se mudó a York y trabajó como modista. Sin embargo, tuvo que huir a Leeds el año siguiente después de verse involucrada en un robo. Durante los siguientes cuatro años trabajó como fabricante de mantuas y también comenzó a forjarse una reputación de adivina y "mujer sabia". En 1792 se casó con John Bateman, que era carretero. Durante estos primeros años de su matrimonio, también emprendió varios robos y fue capturada varias veces, escapando de la prisión sobornando a quienes presenciaron sus actividades. John se unió al ejército en 1796 y Bateman lo acompañó fuera de Leeds, sin embargo un año más tarde estaban de regreso en Leeds. Entre otros delitos, se dice que una vez vagó por las calles de Leeds después de un gran incendio pidiendo dinero y bienes para las víctimas, pero en cambio se quedó con los obsequios caritativos para ella. Según la autora Summer Stevens, también trabajó como abortista.
En 1806, Bateman se unió a los seguidores de la profetisa Joanna Southcott y asistió a las reuniones. Como parte de la secta de Southcott, creó el engaño conocido como La gallina profeta de Leeds, en el que supuestamente los huevos puestos por una gallina tenían escrito en ellos 'Cristo viene', un mensaje que se creía que precede al fin de los tiempos. Bateman exhibió tres de estos huevos y al público se le cobraba un centavo para verlos. Cuando le quitaron la gallina, ya no puso más huevos proféticos. Más tarde se descubrió que había escrito sobre los huevos con tinta y los había vuelto a insertar en el oviducto de la gallina.
Ese mismo año, William y Rebecca Perigo se acercaron a Bateman: Rebecca sufría dolores en el pecho y Bateman diagnosticó que había sido sometida a un hechizo. Sin embargo, durante los siguientes meses, Bateman comenzó a alimentarlos con pudin mezclado con veneno. Sin embargo, la condición de Rebecca empeoró y finalmente murió en 1808. En octubre de 1808, William Perigo acusó a Bateman de envenenar a su esposa, así como de estafarles dinero durante los dos años anteriores para pagar "amuletos" y curas. Aunque Bateman proclamó su inocencia, durante una búsqueda en su casa se encontró veneno y muchas pertenencias personales de sus víctimas, incluido el matrimonio Perigo.

### Juicio y ejecución
Baterman fue juzgada en York en 1809. Según The Criminal Chronology of York Castle, escrito por William Knipe, escrita en 1867, el juicio duró once horas, aunque el jurado sólo tardó unos minutos en declararla culpable de los cargos de fraude y del asesinato de Rebecca Perigo. El libro también afirma que inmediatamente después de la sentencia de muerte del juez, Bateman dijo que tenía veintidós semanas de embarazo y así evitó la horca. Posteriormente, el juez solicitó que el sheriff reuniera un panel de "matronas" para evaluar el reclamo de Bateman. Doce mujeres casadas prestaron juramento como jurado y realizaron un examen físico a Bateman, concluyendo que no estaba embarazada.
Según el relato de William Knipe de 1867 sugirió que Bateman tenía una hija en casa y un niño pequeño en la prisión con ella. También se afirma en el relato que Bateman envió por correo su anillo de boda a John, su marido para que se lo diera a su hija.
Finalmente, Bateman fue ahorcada junto a otros dos hombres el lunes 20 de marzo de 1809.

### Disección
Después de la ejecución, su cuerpo fue trasladado al Hospital General de Leeds. El hospital exhibió su cuerpo públicamente, cobrando 3 peniques por visitante. El cuerpo de Bateman fue diseccionado por William Hey, quien distribuyó el evento a lo largo de tres días. El primer día los estudiantes de medicina pagaron para ver el cadáver, el segundo día “había alrededor de 100 entradas disponibles para caballeros [profesionales de Leeds] que pagaron cinco guineas”, y el tercer día las mujeres pudieron comprar una entrada de un día para asistir a las conferencias de Hey sobre el cuerpo. Parte de su piel en forma de tiras fueron curtidas para fabricar cuero y vendidas como amuletos mágicos para alejar a los malos espíritus. La punta de su lengua fue recogida por el gobernador de la prisión de Ripon. Dos de los libros que se encontraban en la biblioteca de Mexborough House estaban cubiertos por parte de su piel: Hurt of Sedition: How Grievous it is to a Common Welth (1569) de Sir John Cheeke y Arcadian Princess (1635) de Richard Braithwaite; los libros desaparecieron a mediados del siglo XIX.

## Legado

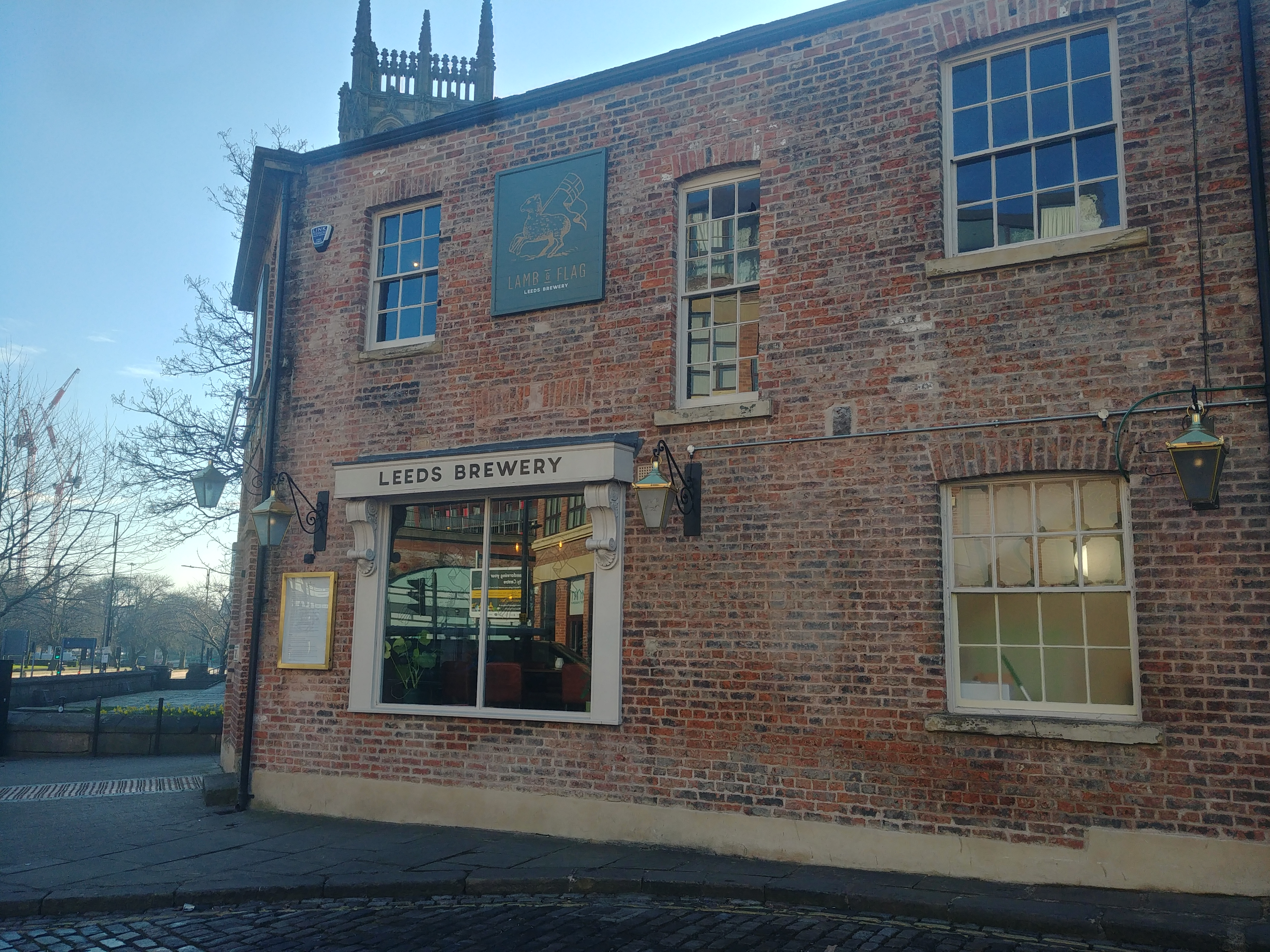
Pub Lamb & Flag, Leeds, el edificio antes de la conversión era la antigua casa de Mary Bateman.

La muerte de Bateman causó sensación en su momento y el público consumió con entusiasmo los detalles a través de libros y artículos. Se publicó un relato popular, The Extraordinary Life and Character of Mary Bateman, que ya iba por su duodécima edición dos años después de su ejecución. El episodio de los huevos proféticos fue citado por Charles Mackay como un ejemplo menor de la credulidad del público en su obra Extraordinary Popular Delusions and the Madness of Crowds .
El esqueleto de Bateman estuvo en exhibición al público en el Museo Médico Thackray en Leeds  hasta 2015, cuando fue trasladado a la Universidad de Leeds.
Un programa de la BBC-TV sobre Bateman, en el que aparecía una descendiente actual de ella (Tracy Whitaker), mostró el cráneo de Bateman escaneado con láser para demostrar cómo podría haber sido su rostro. Se emitió por primera vez el 12 de abril de 2001 con el título The People Detective – 1. Bruja y presentada por el historiador y curador Daru Rooke.

## Historiografía
Ya en 1867, William Knipe sugirió que ella era "adicta" al crimen. El historiador Owen Davies describe a Bateman como alguien que tenía una "necesidad patológica de robar", lo que implica que había una razón psicológica detrás de las motivaciones de algunos de sus crímenes. 